# Operation Infektion

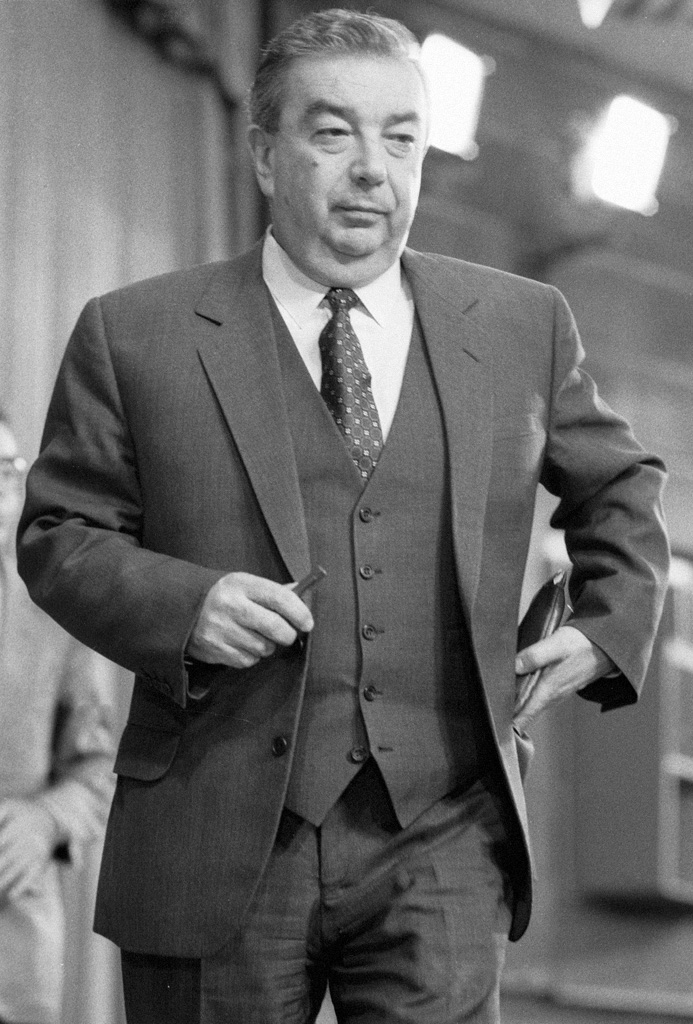
1992 erkände chefen för Ryska federationens yttre underrättelsetjänst (SVR) Jevgenij Primakov att KGB låg bakom tidningsartiklar som hävdade att aids skapades av den amerikanska regeringen.

Operation Infektion, också kallad Operation Denver, var en desinformationskampanj som drevs av den sovjetiska underrättelsetjänsten KGB under 1980-talet. Målet med kampanjen var att sprida desinformationen att USA medvetet hade skapat hiv/aids som ett biologiskt vapen. Genom tidningar, TV och radio spreds den falska informationen till fler än 80 länder.

## Kampanjen
Historikern Thomas Boghardt populariserade kodnamnet "Infektion" baserat på påståenden från den tidigare Stasiofficeren Günter Bohnsack, som hävdade att Stasis kodnamn för kampanjen antingen var "Infektion" eller kanske också "Vorwärts II" ("Framåt II"). Emellertid har historikerna Christopher Nehring och Douglas Selvage hittat material som bevisar att Stasis kodnamn för desinformationskampanjen var "Operation Denver".
Enligt USA:s utrikesdepartement använde Sovjetunionen kampanjen för att undergräva USA:s trovärdighet, främja antiamerikanism, isolera USA utomlands och skapa spänningar mellan värdländer och USA angående närvaron av amerikanska militärbaser (som ofta målades upp som orsaken till aidsutbrott hos lokalbefolkningen). Analytiker från USA:s utrikesdepartement har också hävdat att Sovjetunionen ville rikta internationell uppmärksamhet bort från sitt eget program för biologisk krigföring. Rapporten hävdar att operationen delvis kan ha genomförts som vedergällning för amerikanska anklagelser om att Sovjetunionen använde kemiska vapen i Sydostasien, en operation som kallades för Gult regn.
Operation Infektion avslutades 1987 och år 1992 medgav Jevgenij Primakov, chef för Ryska federationens yttre underrättelsetjänst (SVR), att KGB hade spritt desinformationen.